# Campagna-de-Sault

Campagna-de-Sault este o comună în departamentul Aude din sudul Franței. În 1 ianuarie 2022 avea o populație de 19 de locuitori.